# Manuel Fischer-Dieskau
Manuel Fischer-Dieskau (* 15. Dezember 1963 in West-Berlin) ist ein deutscher Cellist und Komponist.

## Leben
Manuel Fischer-Dieskau wurde als dritter und jüngster Sohn des Sängers Dietrich Fischer-Dieskau und der Cellistin Irmgard Poppen geboren. Seine Brüder sind der Bühnenbildner Mathias Fischer-Dieskau (* 1951) und der Dirigent Martin Fischer-Dieskau  (* 1954). Er erhielt seinen ersten Cello-Unterricht im Alter von fünf Jahren. Sein Cousin ist der Dirigent Christoph Poppen.
Er studierte an der Hochschule der Künste Berlin bei Wolfgang Boettcher, an der Indiana University Bloomington bei János Starker sowie bei William Pleeth in London und Arto Noras in Helsinki.
Seine Laufbahn als Cellist begann er als Mitglied des Cherubini-Quartetts, mit dem er international konzertierte und zahlreiche Aufnahmen bei EMI Classics veröffentlichte.
Von 1998 bis 2007 war er Erster Solocellist im Sinfonieorchester des Saarländischen Rundfunks.
Als Solist konzertierte Fischer-Dieskau mit renommierten Orchestern unter der Leitung von u. a. Hans Zender, Michael Stern, Christoph Poppen, Johannes Moesus und Reinhard Goebel.
Als Kammermusiker arbeitet er mit Künstlern zusammen wie u. a. Connie Shih, Sabine Meyer, Christian Zacharias, Katia Labèque, Marielle Labèque, Isabelle Faust und François Leleux. Zudem wirkt er seit 1996 als Cellist im Ensemble der Geigerin Viktoria Mullova.
Fischer-Dieskau lehrte von 2005 bis 2007 als Dozent für Cello an der Musikhochschule Saarbrücken und ist seit 2007 Professor für Cello und Kammermusik an der Hochschule für Musik Mainz. Außerdem übernahm er die künstlerische Leitung der Wiesbadener Matinée-Reihe „Amici dell’Arte“.
Des Weiteren ist Fischer-Dieskau auch als Komponist und Arrangeur tätig; zu seinen Kompositionen zählt beispielsweise das "Requiem viridem" für Cello-Ensemble und Rezitation und die Suite für Cello und Saxophone „Relations“.
Fischer-Dieskau veröffentlichte als Cellist zahlreiche Aufnahmen bei renommierten Labels, darunter auch Raritäten wie die Erst-Einspielung der Violoncello-Sonaten Carl Reineckes mit der Pianistin Connie Shih. Das Magazin musicweb-international.com schrieb in einer Rezension dieser Aufnahme über sein Spiel:

„Like his father at his best, Manuel Fischer-Dieskau knows how to intervene in a way that brings the music to life, and he extracts the maximum range of expression from these scores.“

Zu seinen Aufnahmen bekannter Werke zählt etwa die Gesamtaufnahme der Violoncello-Sonaten Ludwig van Beethovens, ebenfalls mit Pianistin Connie Shih, die Klassik.com folgendermaßen beschrieb: 

„Selten erlebt der Hörer ein so gelungenes Zusammenspiel von technischer Brillanz, künstlerischer Meisterschaft und hörbar nachvollziehbarer Spielfreude wie bei dieser Interpretation von Beethovens Cellosonaten.“

Seit Beginn 2021 tritt Fischer-Dieskau außerdem mit dem japanischen Instrument Otamatone, einem elektronischen Synthesizer mit stimmähnlichem Klang, mit Interpretationen bekannter Opernarien wie Nessun dorma  in Erscheinung.

## Diskografie
- Ludwig van Beethoven: Complete Sonatas for Violoncello & Piano. Manuel Fischer-Dieskau, Connie Shih; MDG 2018
- Singers of Songs (Music with Cello). David Baker – Manuel Fischer-Dieskau, Guy Frisch, Connie Shih, Monika Herzig, Pavel Klimashevsky, Dieter Schumacher; MDG 2014
- Franz Schubert: Oktett F-Dur D 803. Mullova Ensemble: Viktoria Mullova, Adrian Chamorro, Erich Krüger, Manuel Fischer-Dieskau, Klaus Stoll, Pascal Moraguès, Marco Postinghel, Guido Corti; Onyx classics 2013
- Carl Reinecke: Complete Violoncellosonatas. Manuel Fischer-Dieskau, Connie Shih; MDG 2011
- Olivier Messiaen: Turangalîla-Symphonie. Quatuor pour la fin du temps. Michel Béroff, Jeanne Loriod, Wolfgang Meyer, Christoph Poppen, Manuel Fischer-Dieskau, Yvonne Loriod; London Symphony Orchestra, Leitung André Previn;  Warner Classics 2008
- Olivier Messiaen: Quartet for the end of Time / Theme And Variations – Loriod, Poppen, Fischer-Dieskau, Meyer; Warner Classics 2002
- Robert Schumann: Piano Quintet. String Quartets 1–3. Christian Zacharias, Cherubini-Quartett; EMI Classics 1991
- (und weitere CDs)[9]